# ドラえもん のび太と緑の巨人伝DS
『ドラえもん のび太と緑の巨人伝DS』（どらえもんのびたとみどりのきょじんでん ディーエス）は、2008年3月6日にセガから発売されたニンテンドーDS用ソフトのアクションアドベンチャーゲーム。

## 概要
ストーリーは同年に公開された『映画ドラえもん のび太と緑の巨人伝』をベースにしているが、展開としてはゲームオリジナルとなっている。
前作まではカードゲームバトルだったが、今作ではアクションアドベンチャーゲームになっている。

## 登場人物
- ドラえもん（声：水田わさび）
- のび太（声：大原めぐみ）
- しずか（声：かかずゆみ）
- ジャイアン（声：木村昴）
- スネ夫（声：関智一）
- ミニドラ（声：あかいとまと）

以下のゲストキャラクターの声は、いずれも映画版とは異なっている。
- キー坊
- リーレ
- シラー
- パルナ

## ミニゲーム
- ビッグライトでおいかけろ!
- けんじゅうおうコンテスト
- すごいぞ!キー坊
- かんばれ!キー坊
- とべ！スカイリーフ
- ふくらみすぎにごようじん
- ユラユラ落ち葉のヒットマン

## パスワード
『月刊コロコロコミック』、ゲーム雑誌などで紹介されたパスワードを入力すると色々な物が貰える。

### 貰える物
- ミニドラえもん
- ペンシル・ミサイルのレシピ
- ひい木のレシピ
- ショックガンのレシピ
- デンデンハウスのレシピ
- ヘソリンスタンドのレシピ
- いたみはねかえりミラーのレシピ
- オーバーオーバーのレシピ
- しずかのしゃしん
- ジャイアンのしゃしん
- スネ夫のしゃしん
- ネコのぬいぐるみ
- きょうりゅうのぬいぐるみ
- ドラえもんとのび太のぞう
- まほうぼうし
- きょうりゅうのおもちゃ
- グランロボ
- キレイなジャイアン
- もしもボックス
- しずかのおフロ